# Rubus nobilissimus
Rubus nobilissimus är en rosväxtart som först beskrevs av William Charles Richard Watson, och fick sitt nu gällande namn av William Charles Richard Watson. Rubus nobilissimus ingår i släktet rubusar, och familjen rosväxter. Inga underarter finns listade i Catalogue of Life.